# Marcos Guerra
Marcos Guerra (... – Ferraz de Vasconcelos, 25 febbraio 1976) è stato un calciatore brasiliano, di ruolo attaccante.

## Carriera

### Nazionale
Venne convocato dalla Nazionale brasiliana che partecipò ai Giochi olimpici di Helsinki, nel corso dei quali, tuttavia, non disputò neanche una partita.